# 满觉陇村

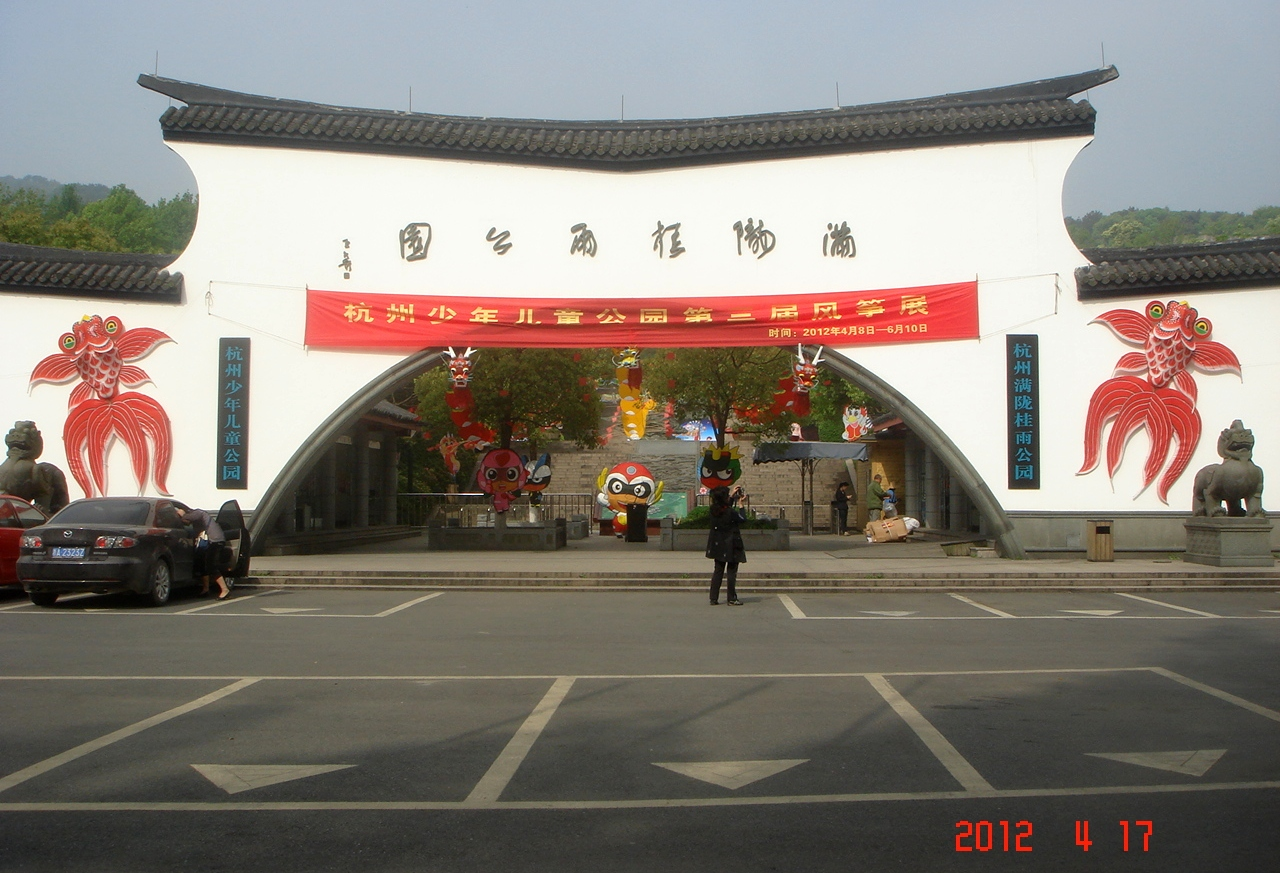
杭州少年儿童公园（满陇桂雨公园）

满觉陇村，又名满家弄，是中国浙江省杭州市西湖区西湖街道所辖的一个村，位于西湖风景区内。村名来源于佛寺“满觉院”。西湖新十景之一“满陇桂雨”位于本村。此村盛产桂花，始于明代之前，为赏桂胜地。该村也是西湖龙井茶的主要产地之一，属于西湖龙井茶一级保护区。风景名胜有满陇桂雨公园、石屋洞、烟霞洞、水乐洞等。1937年3月，周恩来、潘汉年与蒋介石等曾在满觉陇烟霞洞旁的烟霞寺举行国共和谈。